# Суши girl
«Суши girl» (англ. The Ramen Girl) — фильм о девушке, приехавшей в Японию и решившей научиться готовить рамэн.

## Сюжет
Американская девушка Эбби (Бриттани Мёрфи) приезжает к своему парню Итану в Токио. Вскоре он сообщает ей, что ему нужно по работе уехать в Осаку. Эбби хочет отправиться туда с ним, но Итан отказывается брать её с собой и оставляет одну. Она идет в закусочную напротив, где готовят лапшу. Хозяин заведения Маэдзуми и его жена, которые не говорят на английском, пытаются объяснить ей, что они уже закрылись, но она не понимает и начинает плакать. Тогда они усаживают её за стол и приносят ей лапшу. Эбби она очень нравится, и на следующий день девушка приходит снова. Несмотря на грустное настроение, Эбби начинает смеяться, когда ест эту лапшу. В течение последующих дней она постоянно ходит в эту закусочную и понимает, что хочет научиться готовить такую лапшу. Она просит об этом Маэдзуми, в конце концов, он соглашается. Первые несколько недель он заставляет её только мыть и чистить, не позволяя готовить.
В свой выходной она идёт вечером в клуб, где знакомится с бывшим музыкантом Тоси Ивамото, японцем корейского происхождения. Они влюбляются друг в друга, но из-за работы он уезжает в Китай, в Шанхай. Он уговаривает Эбби поехать вместе с ним, но она отказывается, считая, что не может бросить своё обучение.
Через некоторое время она уже неплохо готовит лапшу, но Маэдзуми считает, что её бульону не хватает души. Он везет Эбби к своей матери, которая объясняет девушке, что она слишком много думает во время готовки, и ей следует больше вкладывать свои чувства. Однажды она начинает плакать, когда готовит, и посетители, которые поели её лапшу, тоже начинают грустить и рыдать.
Маэдзуми встречает своего конкурента по бизнесу — владельца другой закусочной. Его сын собирается в ближайшее время представить на суд Великого Магистра свою лапшу, чтобы получить от него благословение. Насмехаясь над Маэдзуми, он предлагает его ученице тоже сделать это. Маэдзуми неожиданно заявляет, что согласен, так как считает, что Эбби способна пройти испытание, и добавляет, что либо она получит благословение, либо он сам бросит готовить лапшу. Магистр благословляет сына знакомого Маэдзуми, а Эбби он говорит, что её лапша «Богиня Рамэн» хороша, но ей не хватает выдержки, и не может пока дать ей благословения. Маэдзуми опечален, он рассказывает Эбби о своём сыне, решившем изучать французскую кухню и уехавшем в Париж. Он назначает девушку своей преемницей и уезжает вместе с женой к сыну.
Эбби возвращается в Америку и открывает в Нью-Йорке собственное заведение по приготовлению лапши под названием «Суши girl» (Ramen Girl). На стене у неё висит фотография счастливых Маэдзуми и его жены с их сыном в Париже. Через год к ней приезжает Тоси Ивамото, который бросил свою ненавистную работу и вернулся к написанию музыки. Она приглашает его к себе.

## В ролях
- Бриттани Мёрфи в роли Эбби
- Тосиюки Нисида в роли Маэдзуми
- Соохи Пак в роли Тоши Ивамоты
- Дэниел Эванс в роли Чарли
- Тэмми Бланчард в роли Грэтчен
- Кимико Ё в роли Рэйко
- Цутоми Ямадзаки в роли Мастера
- Рэндзи Исибаси в роли Удагавы
- Гэбриэл Мэнн в роли Итана